# 인샬라 (2012년 영화)
《인샬라》(Inch'Allah)는 프랑스에서 제작된 아나이스 바르보 라발레트 감독의 2012년 드라마 영화이다. 에블린 브로처 등이 주연으로 출연하였고 뤽 데리 등이 제작에 참여하였다.

## 출연

### 주연
- 에블린 브로처
- 사브리나 와자니
- 시반 레비
- 유세프 조 스웨이드

### 조연
- 칼로 브랜트
- 마리에-테레사 포틴

## 기타
- 프로듀서: 킴 맥크라우
- 배역: 야엘 아비브